# Kassongia
Kassongia is een geslacht van rechtvleugeligen uit de familie veldsprinkhanen (Acrididae). De wetenschappelijke naam van dit geslacht is voor het eerst geldig gepubliceerd in 1908 door Bolívar.

## Soorten
Het geslacht Kassongia omvat de volgende soorten:
- Kassongia flavovittata Bolívar, 1908
- Kassongia maculifemur Grunshaw, 1986
- Kassongia orientalis Kevan, 1961
- Kassongia rufogeniculata Grunshaw, 1986
- Kassongia subfuscata Grunshaw, 1986
- Kassongia vittata Kevan, 1961